# Nova Londrina
Nova Londrina este un oraș în Paraná (PR), Brazilia.